# Cappella della Carità di Dio
La cappella della Carità di Dio è un luogo di culto storico di Napoli; è sita a Materdei, a nord del Centro storico della città, in vico Paradiso alla Salute.

## Storia e descrizione
La cappella, secondo gli scritti di Gino Doria, fu fondata agli inizi del XVII secolo, come voto da parte di un abitante del luogo: il capitano D. Andrea d'Aragona. Nel secolo successivo venne rimaneggiata, come ben fanno intuire le decorazioni dell'interno e il timpano spezzato; anche il locale della cripta sottostante risulta Settecentesco, e conserva un pregevolissimo pavimento maiolicato.
La navata risulta sopraelevata alla strada e si svolge lungo essa; mentre, nell'ipogeo, le ornie in pietra delle finestre della cripta, sono caratterizzate da teschi, come accade già nell'arciconfraternita dei Pellegrini.
L'altare maggiore è sormontato da una Madonna delle Grazie con le Anime del Purgatorio, tela di Lorenzo De Caro, mentre i due altari laterali sono sormontati dalle statue lignee dell'Addolorata e di San Pompilio. Degni di menzione sono anche: il ritratto funebre di Caterina dei Medici d'Ottaviano e la cantoria sulla quale è posto un antico organo.

## Galleria d'immagini

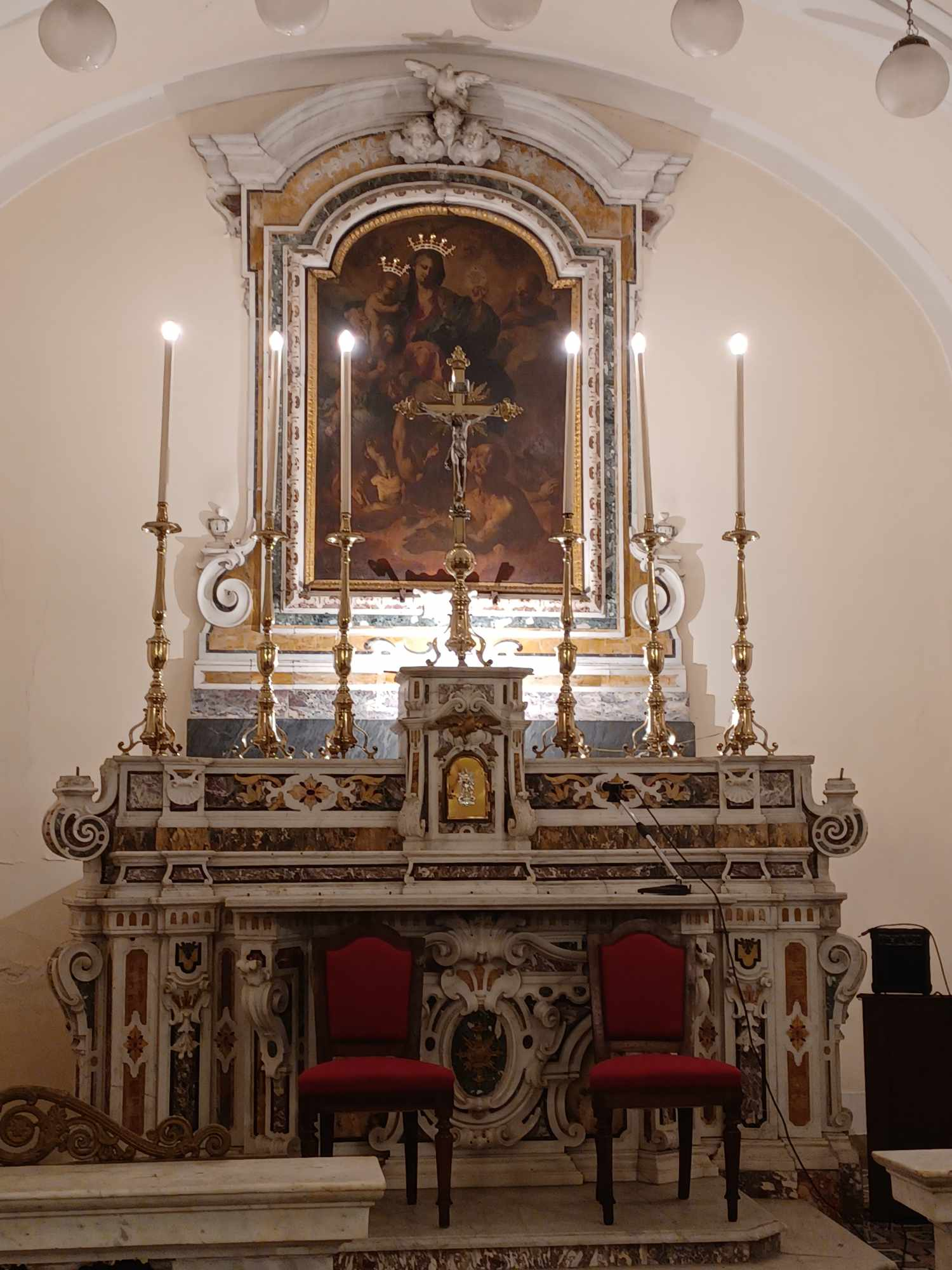
L'altare maggiore con la tela di Lorenzo De Caro
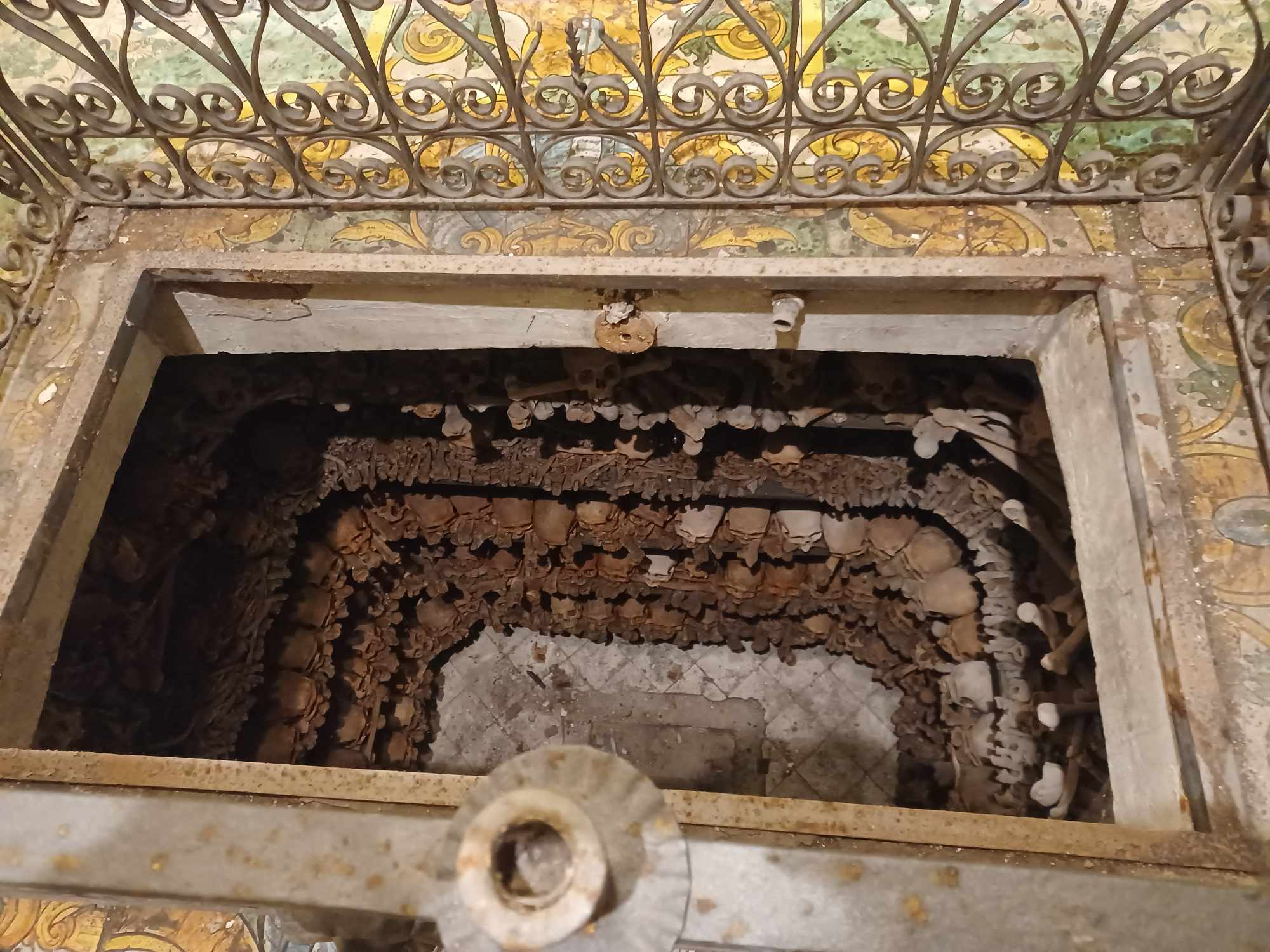
Locale della cripta con raccolta di capuzzelle